# Scarus fuscopurpureus
Scarus fuscopurpureus är en fiskart som först beskrevs av Klunzinger, 1871.  Scarus fuscopurpureus ingår i släktet Scarus och familjen Scaridae. IUCN kategoriserar arten globalt som livskraftig. Inga underarter finns listade i Catalogue of Life.